# عربة قطار

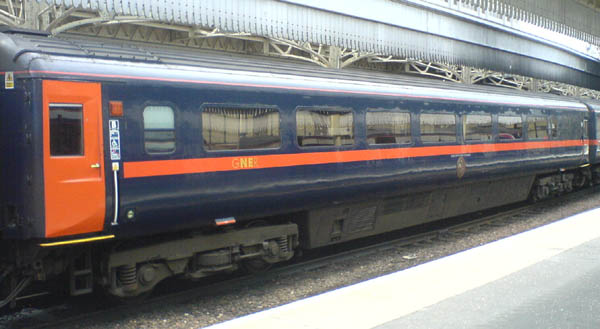
عربة قطار للمسافرين

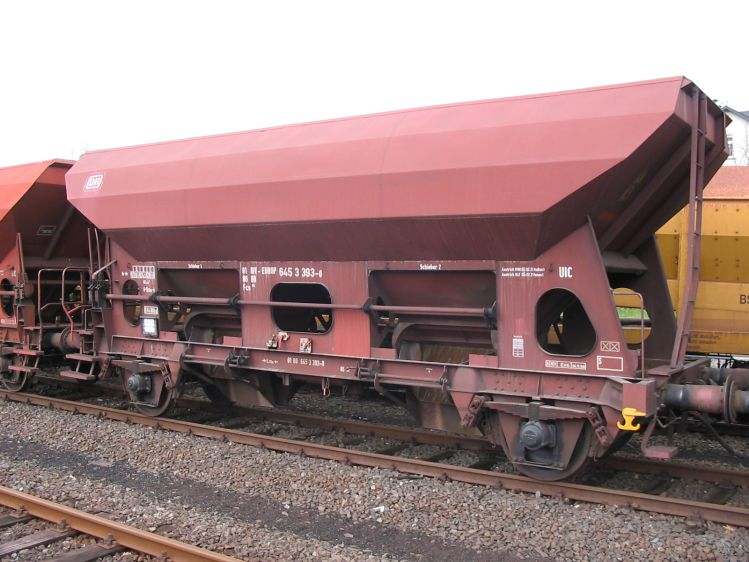
عربة قطار للحاويات

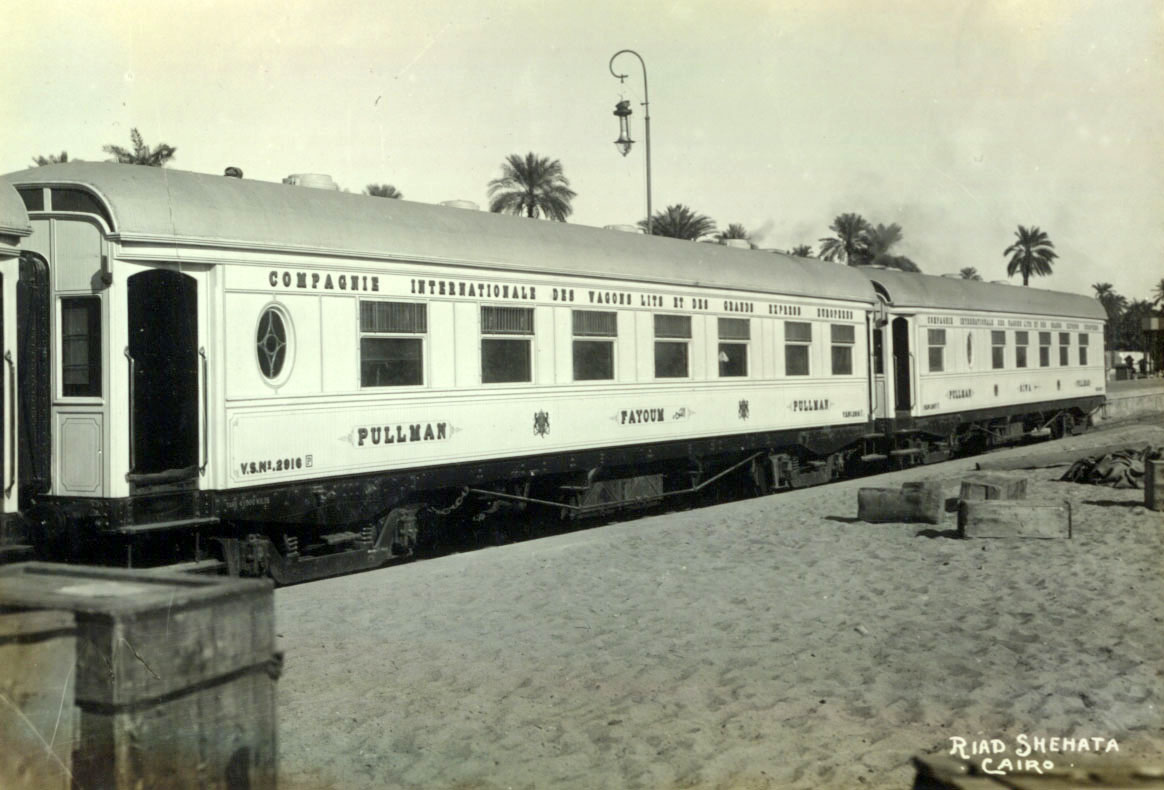
عربة كبار المسافرين في مصر الخديوية

عربة القطار وحدة تستخدم لحمل الركاب أو البضائع. وتكون إما مقطورة تجرها قاطرة، أو عربة ذاتية الدفع.

## معرض صور

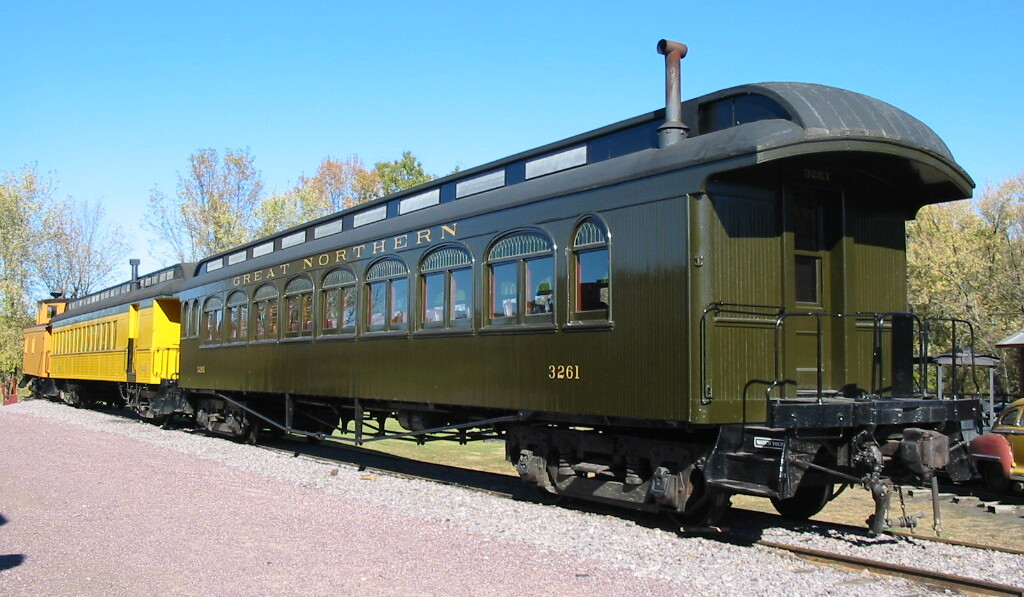
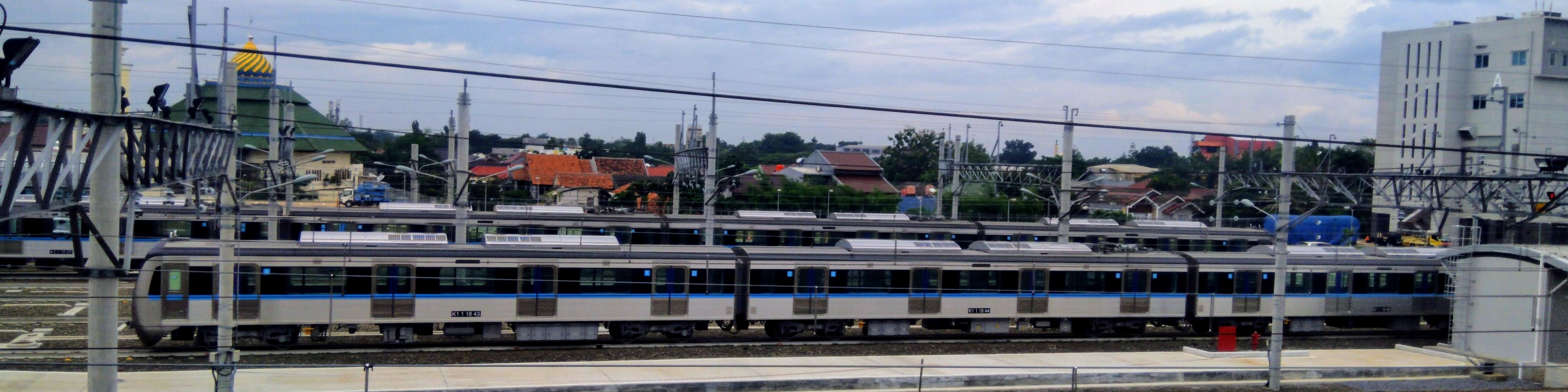
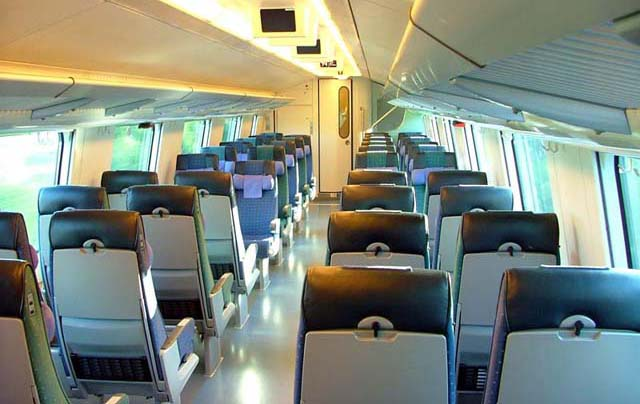